# マロー・オブライエン (初代トモンド侯爵)

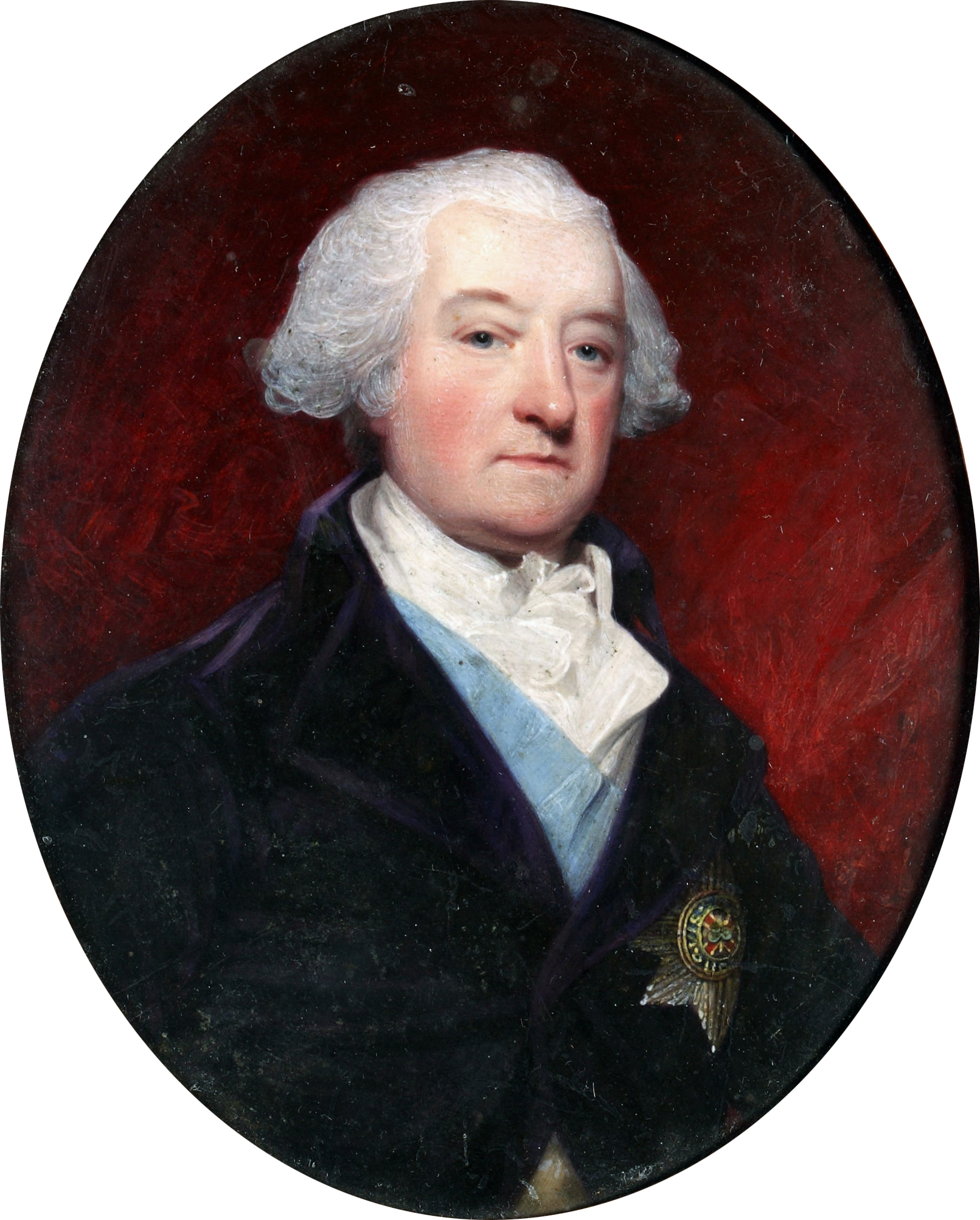
ヘンリー・ボーンによる肖像画

初代トモンド侯爵マロー・オブライエン（英語: Murrough O'Brien, 1st Marquess of Thomond KP PC (Ire)、1726年 – 1808年2月10日）は、アイルランド王国出身の貴族、政治家。アイルランド庶民院議員（在任：1757年 – 1768年）、グレートブリテン庶民院議員（1784年 – 1796年、1797年 – 1800年）を歴任した。

## 生涯
ジェームズ・オブライエン（1771年12月17日没、第3代インチクィン伯爵ウィリアム・オブライエンの息子）とメアリー・ジェフソン（Mary Jephson、ウィリアム・ジェフソンの娘）の息子として、1726年に生まれた。
1743年にエンサインとして近衛歩兵第一連隊に入隊、1747年に大尉に昇進した後、1756年に軍務から引退した。その後、1757年から1760年までクレア選挙区の、1761年から1768年までハリスタウン選挙区の代表としてアイルランド庶民院議員を務めた。
1777年7月18日に伯父にあたる第4代インチクィン伯爵ウィリアム・オブライエンが死去すると、インチクィン伯爵位を継承、10月14日にアイルランド貴族院議員に就任した。同年11月5日には4代伯爵の後任としてクレア県総督に任命された。1779年にグレートブリテン庶民院におけるバッキンガムシャー選挙区の補欠選挙に出馬する噂が流れたが、エドマンド・バークによるとインチクィン伯爵は家計の状況を鑑みて、選挙戦を戦う場合は家計が破滅すると判断しており、結局出馬しなかった。1780年12月23日にアイルランド枢密院の枢密顧問官に任命され、1783年2月5日に聖パトリック騎士団が創設されると、同年3月11日に定員15名のうちの1人に選出された。その後、1784年イギリス総選挙でリッチモンド選挙区から出馬して、無投票で当選した。
グレートブリテン議会では第1次小ピット内閣に対し野党の立場をとり、1785年4月に選挙改革に賛成、1788年から1789年にかけての摂政法問題でも野党側に立ち、1791年4月に小ピットの対ロシア政策に反対、同年にスコットランドにおける審査法廃止に賛成した。また、1784年7月にブルックス・クラブに、1787年3月にホイッグ・クラブにも参加したが、1792年のフランス革命戦争勃発を境にホイッグ党から距離を置き、1793年2月にエドマンド・バークとともにホイッグ・クラブから離脱、その数年後にはアイルランド王国とグレートブリテン王国の合同を熱烈に支持した。
1786年にはすでにアイルランド貴族の侯爵位を望んでいたが、1793年8月に小ピットに対しグレートブリテン貴族への叙爵を申請、1794年9月よりホイッグ党の指導者である第3代ポートランド公爵ウィリアム・キャヴェンディッシュ＝ベンティンクに対し手紙を頻繁に出して、爵位や大蔵卿委員会、海軍本部委員会への任命を求めた。ポートランド公爵との交渉を重ねた末、「騙され、無視された」（deceived and neglected）と感じたため1796年10月と1797年2月の2度にわたって再び叙爵の申請を小ピットに出したが、1799年1月にはポートランド公爵との交渉を再開した。そして、1800年12月29日にはついにアイルランド貴族であるトモンド侯爵に叙された。この爵位は初代侯爵の男系男子が断絶した場合、初代侯爵の弟エドワード・ドミニク・オブライエン（およびその男系男子）が爵位の継承権を得るという特別残余権（special remainder）が定められている。このとき、アイルランド貴族代表議員への選出を断られたため不満を感じたが、1801年にヘンリー・アディントンが首相に就任すると、アディントンは国王ジョージ3世に対し、連合王国貴族への叙爵でトモンド侯爵を満足させられるだろうと進言、ジョージ3世もトモンド侯爵に男子がなかったため実質的には一代限りの叙爵であるとして同意、これによりトモンド侯爵は1801年10月2日に連合王国貴族であるバッキンガムシャーにおけるタップローのトモンド男爵（この男爵位に特別残余権の規定はない）に叙された。1802年10月29日、連合王国貴族院に初登院した。
その後も満足せず、1803年5月に寝室侍従への就任をジョージ3世に申請するなど官職就任を求め続けたが、1808年2月10日、落馬事故ののち第2代シドニー子爵ジョン・トマス・タウンゼンドの邸宅で死去、19日にタップローで埋葬された。息子がおらず、トモンド男爵位は廃絶、トモンド侯爵位は特別残余権に基づき弟エドワードの息子ウィリアムが継承した。

## 家族

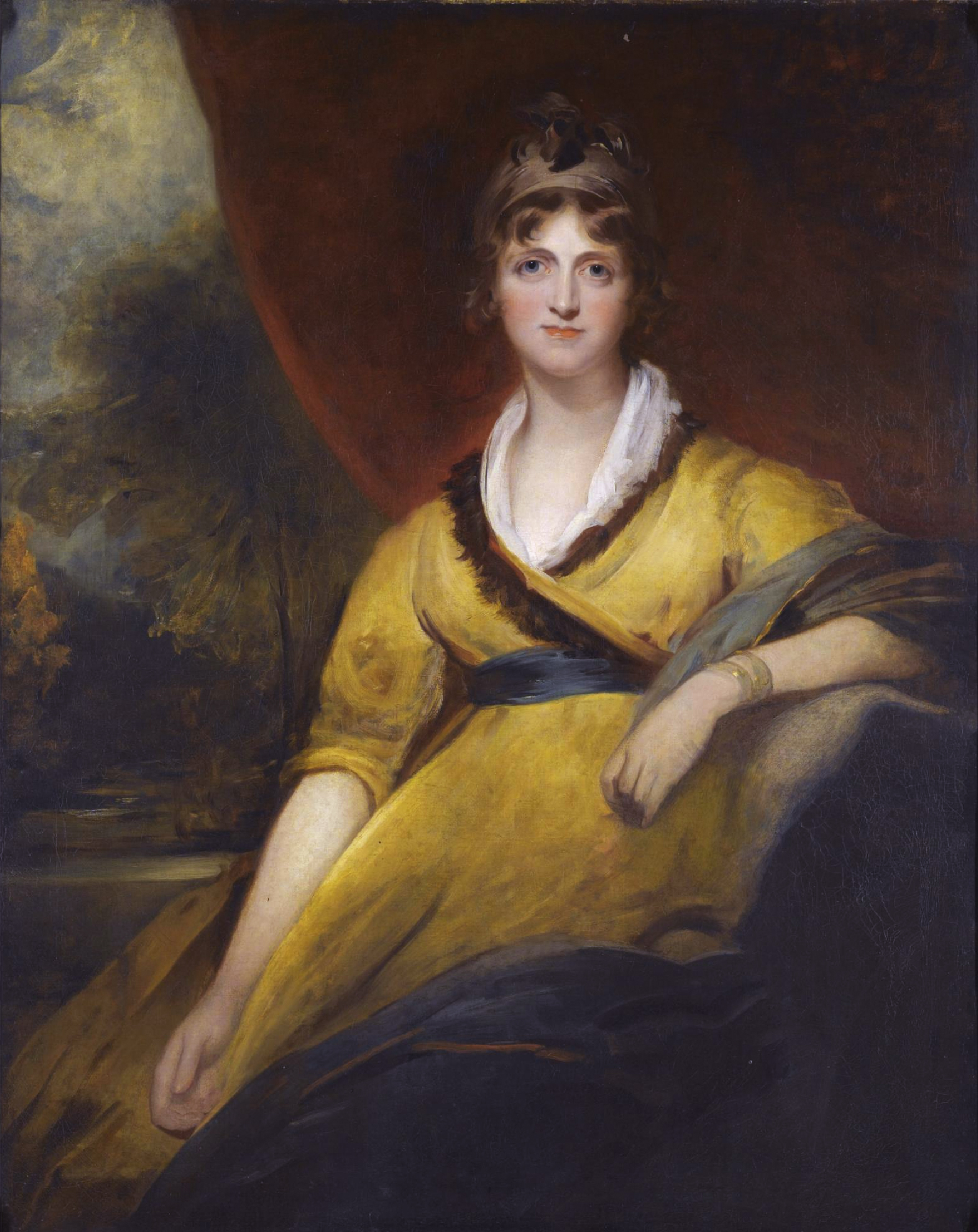
2人目の妻メアリー・パーマーの肖像画、トーマス・ローレンス画。

1753年3月5日、メアリー・オブライエン（1721年 – 1790年、1756年に第3代オークニー女伯爵、初代トモンド侯爵の伯父である第4代インチクィン伯爵ウィリアム・オブライエンの娘）と結婚、1女をもうけた。
- メアリー（1755年 – 1831年） - 第4代オークニー女伯爵

1792年7月25日、メアリー・パーマー（1750年頃 – 1820年9月6日、ジョン・パーマーとメアリー・パーマー（旧姓レノルズ、肖像画家ジョシュア・レノルズの姉）の娘）と再婚したが、2人の間に子供はいなかった。